# Bohdan Boguszewski
Bohdan Boguszewski (ur. 21 listopada w 1949 w Lipianiach – polski dyrygent, profesor sztuk muzycznych, odznaczony wieloma nagrodami za wkład w kulturę muzyczną. 
Absolwent Wydziału Wychowania Muzycznego Państwowej Wyższej Szkoły Muzycznej w Poznaniu (1974) oraz Wydziału Kompozycji, Dyrygentury i Teorii Muzyki w Akademii Muzycznej im. Ignacego Jana Paderewskiego w Poznaniu (1984). Dyrygent i założyciel Orkiestry „Academia”, projektodawca i dyrektor artystyczny Festiwalu „Sacrum Non Profanum” w Trzęsaczu.

## Życiorys

### Kariera muzyczna
Od 1980 roku związany z Państwowym Teatrem Muzycznym w Szczecinie, a później z Państwową Operą w Bydgoszczy oraz Operą i Operetką w Szczecinie. W swojej karierze muzycznej dyrygował wieloma znaczącymi dziełami na scenach polskich i międzynarodowych, m.in. w Austrii, Belgii, Danii, Holandii, Niemczech, Norwegii, na Węgrzech, we Włoszech, Szwajcarii, na Ukrainie oraz w Stanach Zjednoczonych. Niektóre z dzieł to: „Straszny Dwór”, „Halka”, „Flis”, „Verbum Nobile” S. Moniuszki, „Traviata”, „Rigoletto” G. Verdiego, „Madame Butterfly”, „Tosca”, „Cyganeria” G. Pucciniego, ”Eugeniusz Oniegin” P. Czajkowskiego, „Carmen” G. Bizeta, „Cyrulik Sewilski” G. Rossiniego, „Wesoła wdówka” i „Cygańska miłość” F. Lehára, „Baron cygański” J. Straussa, czy „Ptasznik z Tyrolu” K. Zellera.
W 1992 roku założył Pomorskie Stowarzyszenie Instrumentalistów „Academia” oraz Orkiestrę Academia, z którą zdobył uznanie na międzynarodowej scenie muzycznej. Jest również współtwórcą i dyrektorem artystycznym Międzynarodowego Festiwalu Muzycznego Sacrum Non Profanum, który jest organizowany nieprzerwanie od 2005 roku. Każda edycja festiwalu jest poświęcona promocji Polskiej muzyki, poprzez wybór jednego z polskich kompozytorów na patrona. Nagrania Bohdana Boguszewskiego znajdują się na 10 płytach CD,  przy czym nagranie ostatniego albumu z Symfonią h-moll op.24 „Polonia” I.J. Paderewskiego w pełnym składzie instrumentów nominowane zostało w 2021 roku do nagrody „Fryderyk” w kategorii „Album roku muzyka symfoniczna”.

### Kariera akademicka i dydaktyczna
Odegrał znaczącą rolę w rozwoju muzycznego i naukowego życia w Polsce. Pracował jako dziekan w Szczecińskiej Filii Poznańskiej Akademii Muzycznej oraz kierował Zakładem Muzyki i Katedrą Edukacji Artystycznej na Wydziale Humanistycznym Uniwersytetu Szczecińskiego. Tam też stworzył dwa kierunki studiów muzycznych, które miały kluczowe znaczenie dla powstania Akademii Sztuki w Szczecinie.
W swojej Alma Mater wypromował pięciu doktorów sztuki muzycznej w dyscyplinie dyrygentura. Jako dyrektor muzyczny Uniwersytetu Szczecińskiego, prowadził cykliczne koncerty pod hasłem „Przez muzkę do świata wartości”.

## Osiągnięcia i nagrody
Za swoje osiągnięcia otrzymał liczne nagrody, w tym Złoty Krzyż Zasługi (2000), Medal Komisji Edukacji Narodowej (2003), Brązowy Medal Zasłużony Kulturze Gloria Artis (2007), Srebrny Medal Zasłużony Kulturze Gloria Artis (2014), oraz wiele innych wyróżnień, w tym Zachodniopomorskiego Nobla 2010 w dziedzinie nauk artystycznych.
Jego koncerty odbywały się na prestiżowych scenach, takich jak Kopenhaskie Konserwatorium Królewskie, Filharmonia Berlińska, Narodowa Lwowska Filharmonia, Laeiszhalle w Hamburgu oraz Lincoln Center i Carnegie Hall w Nowym Jorku.